# Eurodryas semifuscata
Eurodryas semifuscata är en fjärilsart som beskrevs av Cabeau 1911. Eurodryas semifuscata ingår i släktet Eurodryas och familjen praktfjärilar. Inga underarter finns listade i Catalogue of Life.